# ラ・デファンス

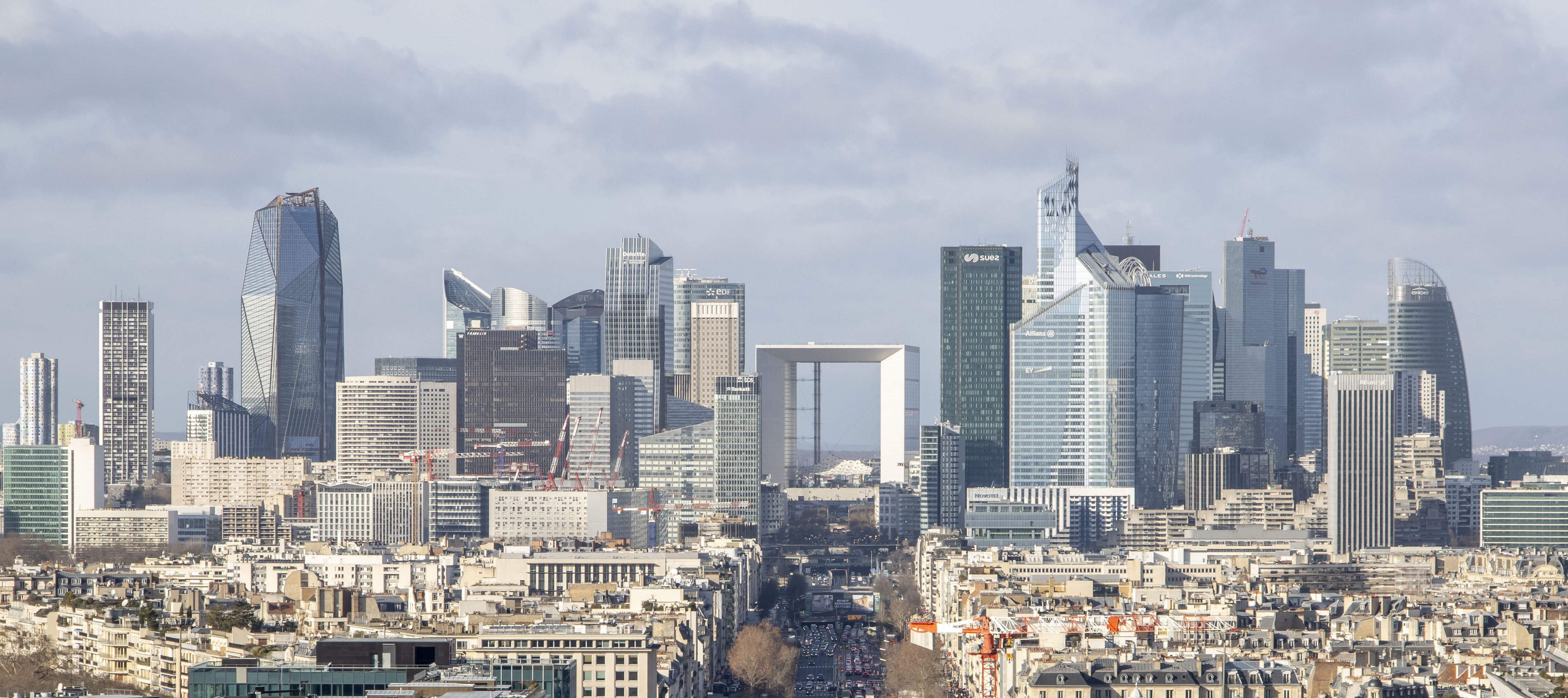
エトワール凱旋門から見たラ・デファンス遠景

ラ・デファンス

座標: 北緯48度53分29秒 東経2度14分23秒 / 北緯48.891358度 東経2.239838度
ラ・デファンス（仏: La Défense）とは、フランスのパリ西部近郊にある都市再開発地区である。パリ市内ではなく、隣接するコミューンであるクールブヴォア、ピュトー、およびナンテールにまたがる地区である。
シャンゼリゼ通りと凱旋門の延長線（パリの歴史軸）上、パリ西部郊外ヌイイ＝シュル＝セーヌの先に位置する。超高層ビルが林立し、大企業の本部やグランダルシュなどのシンボリックな建築物も集積している。パリ市内の伝統的な景観とはかけ離れた、現代的な景観を形成している地区である。

## 概要

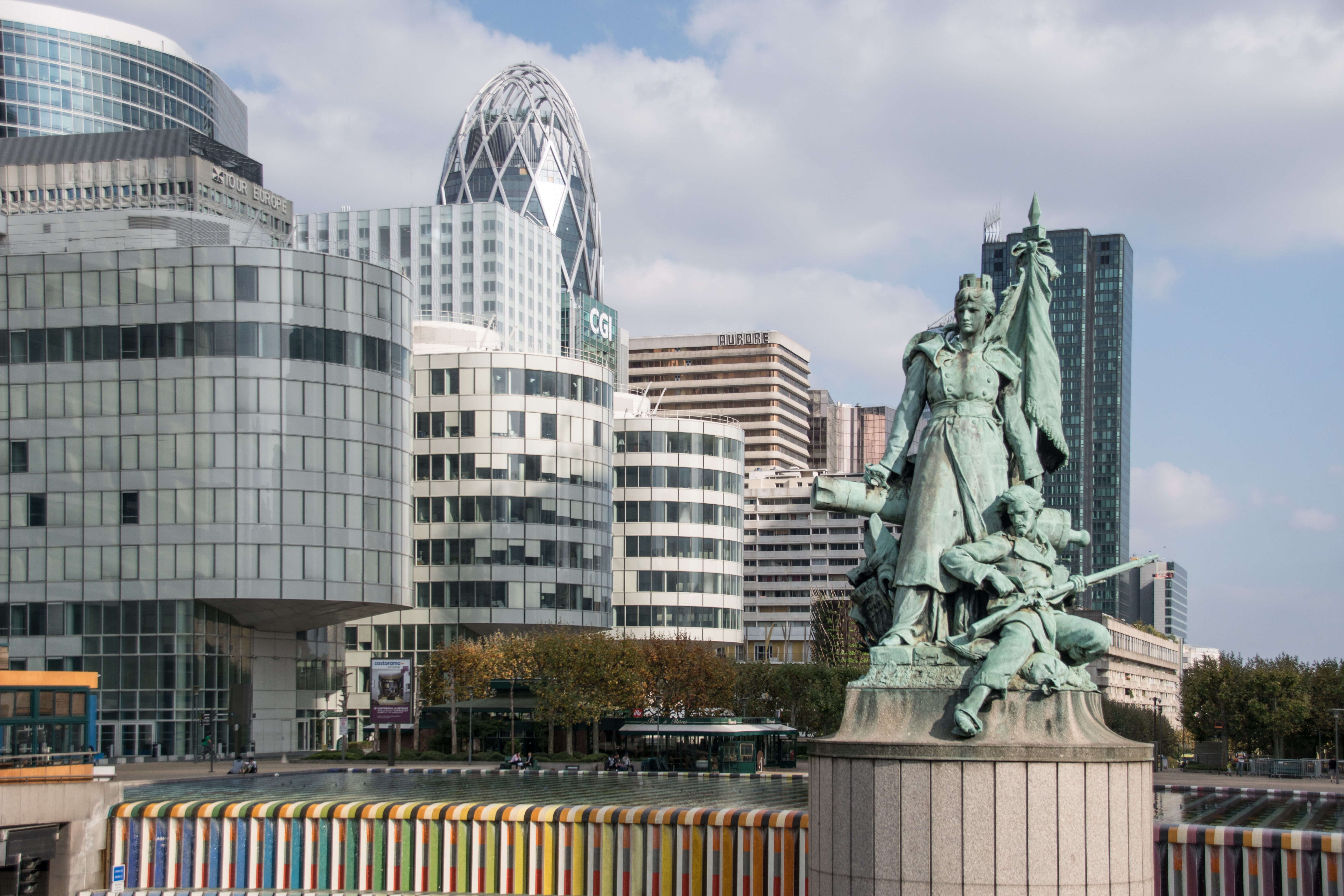
ラ・デファンスの名の由来となったパリ防衛記念碑

第二次世界大戦後、経済成長に伴うオフィス需要の増大を受けて、パリ近郊のラ・デファンス地区の再開発が計画された。フランス政府は1958年に計画に着手した。地区の開発を実施したのは国と地方自治体によるラ・デファンス地区整備公社（E.P.A.D.）である。
ラ・デファンス地区は、ルーブル宮殿から発し、コンコルド広場、凱旋門を通り郊外へ延びていくパリの歴史軸の延長線上に位置する。この軸線を強く意識し、なおかつそれを活用した開発が行なわれている。ラ・デファンス地区内では、この軸線上に建築物は建てられておらず、パリ中心部から真っ直ぐに延びた軸線が地区のシンボルであるグランダルシュまで続いている。
地区の特徴は、パリ市内ではあまり見られない大型施設や超高層ビルが集積していることである。パリ市内では景観保護や伝統的な建築物の保護のため、そのような施設を建設することが難しい。そのことが、近郊地区で建築規制も少ないラ・デファンス地区に超高層ビルなどが集積する要因となっている。また、地区内では主要な道路や鉄道が地下に配置され、地上部分には広大な人工地盤が広がっている。人工地盤上は歩行者に開放された空間になっており、主要な施設の間を結んでいる。
なお、「ラ・デファンス」の名は、19世紀の普仏戦争の際に付近でパリ防衛の戦闘があり、その戦闘の記念碑「ラ・デファンス・ド・パリ」が当地に設置されていることに由来する。

## 所在地
範囲
- オー＝ド＝セーヌ県
  - クールブヴォア
  - ピュトー
  - ナンテール

3つのコミューンに跨っている。
面積
- 約760ha

## 施設
主な施設

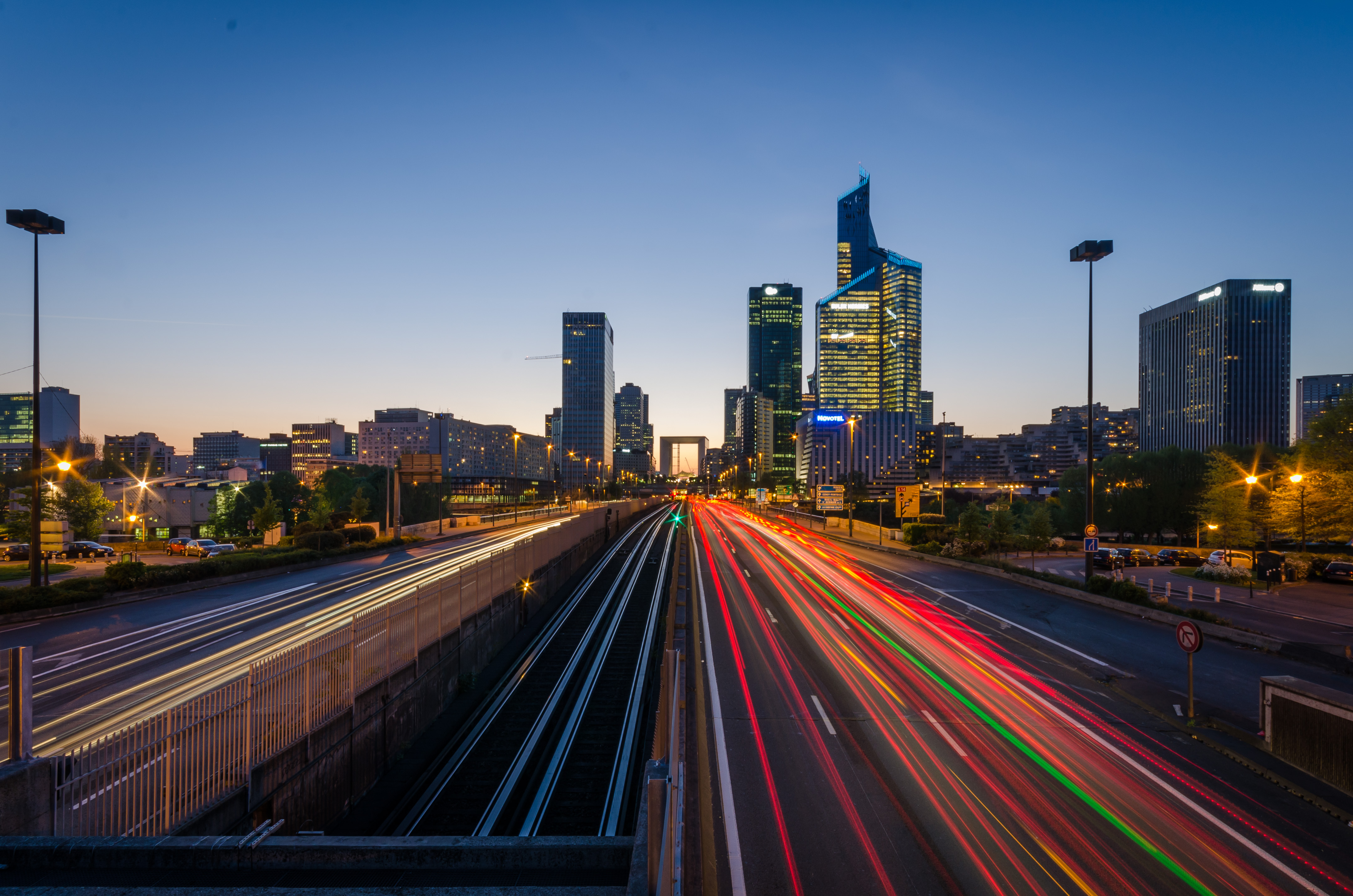
ブルーアワーのラ・デファンス

- グランダルシュ - 1989年7月に、サミットの会場として使用された。
- 国立産業技術センター (CNIT) - パレ・ドゥ・ラ・デファンス。
- ノベル・タワー
- フラマトーム・タワー - フィアット・ビル。
- パシフィック・タワー
- デカルト・タワー
- クール・デファンス・タワー
- ファースト・タワー
- T1・タワー - エンジーが入居。
- トタル・タワー - トタル本社ビル。
- イムーブル・ラヴォワジエ - インターナショナル・ニューヨーク・タイムズ（旧インターナショナル・ヘラルド・トリビューン）本社が入居。

## 今後の計画
ラ・デファンスには187mから90mまでの高層ビルが41棟あったが、2005年12月、ラ・デファンス地区整備公社（E.P.A.D.）は「ラ・デファンス2006-2015」という再整備9ヵ年計画を発表した。この計画に従い、20年程前に建てられ古くなった超高層ビルの建替えが進行している。オフィスだけでなく、住宅専用の超高層ビルの建設も進め、職住のバランスのよい再開発地にする狙いである。既に「T1・タワー」（185m）、「グラナイト・タワー」（183m）が2008年に完成した。1974年に完成した高さ159mの「アクサ・タワー」は、2007年より増築工事が行われ、2011年に高さ225mでフランス一高い「ファースト・タワー」として生まれ変わった。
2010年代からは新たに建設する超高層ビルの高さは300mから320mと定め、国際的な設計コンペティションを行い、世界的な建築物となるようにした。
これらの超高層ビルは、世界金融危機による経済減速の結果、2010年前後に相次いで計画が取り消された。しかし、「エルミタージュ・プラザ」のみは、設計者の変更など様々な曲折の末、2019年に着工が予定されている。また、中止になった「ファール・タワー」の敷地には、計画縮小のうえ、クリスチャン・ド・ポルザンパルクによるツインビルである「シスターズ・タワー」（229mおよび131m）が2022年に竣工する予定となっている。

### 未完成
- エルミタージュ・プラザ: コンペの結果、イギリスのノーマン・フォスターの提案が当選した。323m、93階建て。2024年竣工予定。

### 計画取り消し
- ファール・タワー:　アメリカのトム・メインのデザインが当選した。300m、71階建て。2015年計画中止。
- シグナル・タワー: フランスのジャン・ヌーヴェルの案が当選した。301m、70階建て。2010年計画中止。
- ジェネラリ・タワー: イタリアのジェネラリ保険のオフィスになる。建設はフランスのゼネコン・バンシが施行。307.7m、50階建て。2011年計画中止。

## アクセス

### 地下鉄
- メトロ1号線 ラ・デファンス＝グランダルシュ（La Défense - Grande Arche）駅
- メトロ1号線 エスプラナード・ド・ラ・デファンス（Esplanade de la Défense）駅

### トラム
- RER A線、 トラム2号線 ラ・デファンス（La Défense）駅

## ギャラリー

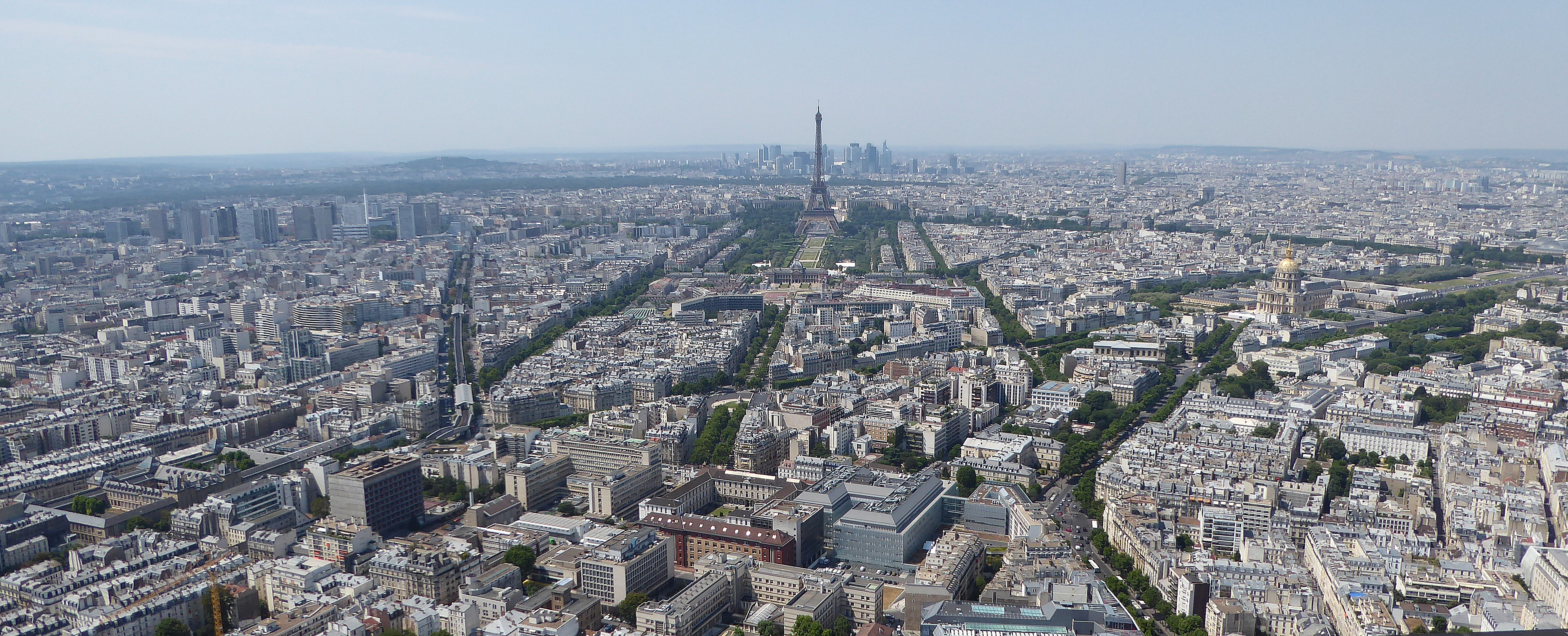
モンパルナスタワーから見たエッフェル塔とラ・デファンス（2015年）
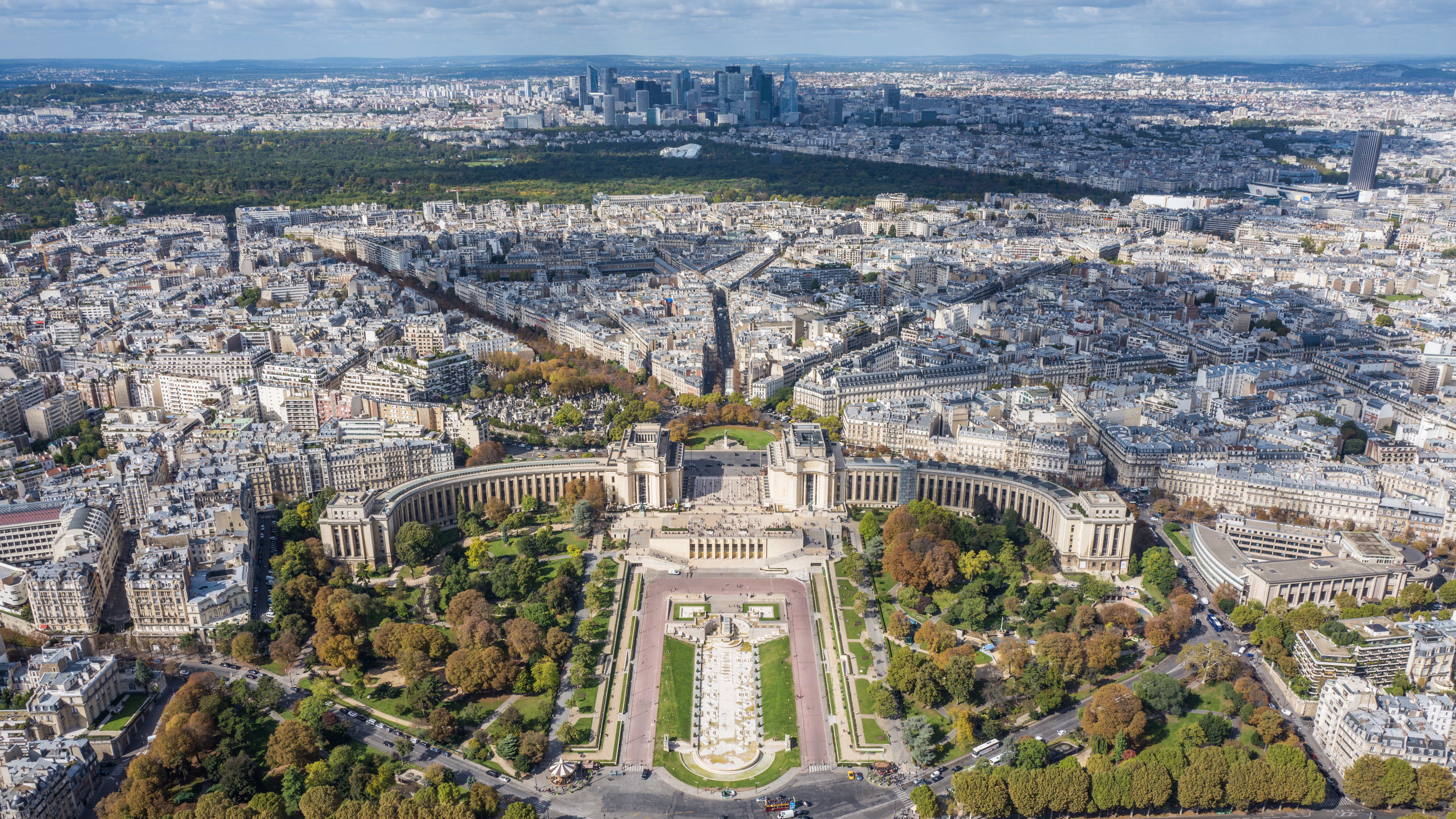
エッフェル塔から見たラ・デファンス（2017年）
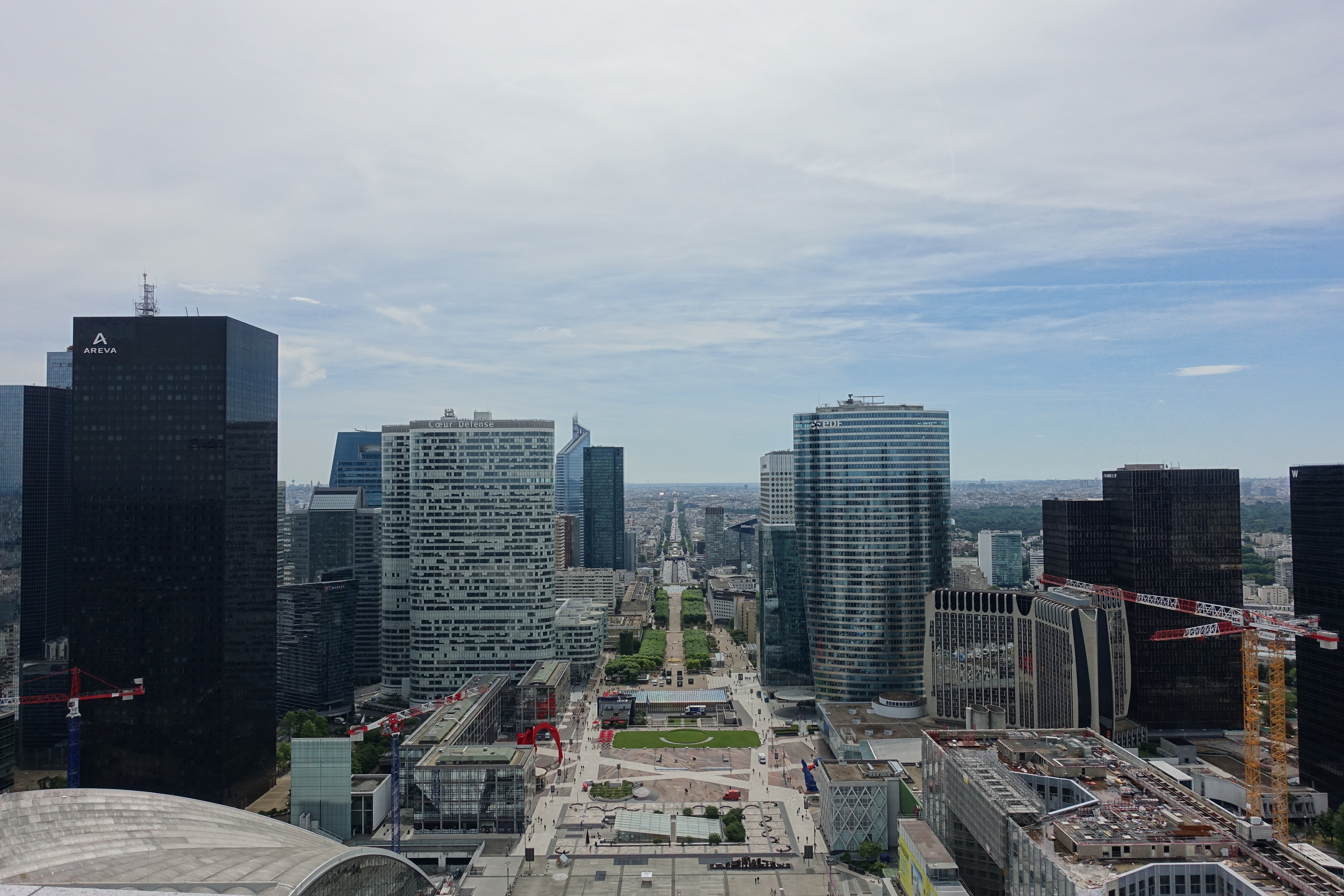
グランダルシュから見たラ・デファンス（2017年）